# Parantechinus
Genre
Parantechinus est un genre de marsupiaux.

## Liste des espèces
- Parantechinus apicalis (Gray, 1842)
- Parantechinus bilarni (Johnson, 1954)